# パワーエレクトロニクス
パワーエレクトロニクス（英語：power electronics）は、電力用半導体素子を用いた電力変換と制御に関する技術であり、電力変換と制御を中心とした応用システム全般の技術である。略称としてパワエレと呼ばれる。

## 概要
電力変換の基本となる整流回路は1897年にドイツの物理学者であるレーオ・グレーツによって考案された（グレーツ回路）。1957年、ゼネラル・エレクトリック社によって開発されたサイリスタの登場以後、それまでの回転機や磁気、液体、気体などを用いたものと変わって、固体の半導体素子による電力変換、電力開閉技術が発展した。1969年、ゼネラル・エレクトリックのハーバート・ストームがIEEE（アメリカの電気電子学会）の雑誌『スペクトラム』の記事で固体パワーエレクトロニクスという用語を用いてその定義を説明した。また1973年、ウェスティングハウス社のウィリアム・ニューウェルによって「パワー（電気・電力・電力機器）と、エレクトロニクス（電子・回路・半導体）と、コントロール（制御）を融合した学際的分野」と図を用いて説明された。以後、電力用半導体素子や制御用コンピュータの進化などによって発展・繁栄した。
代表的な技術例として、交流から直流に変換する順変換器（整流器）、直流を交流に変換する逆変換器（インバータ）などの半導体電力変換装置が挙げられる。
またその利用例として、発電や送電などの電力分野、回転機・ファン・ポンプ・ブロアなどを利用する産業分野、通信システムや工場などの電源装置、電車の駆動・変電などの電気鉄道分野、自動車、家庭用電化製品など非常に幅広く使用されている。

## 電力変換
電力の変換には、入力と出力の関係から以下のように方式が分かれる。
- 直流入力-直流出力 : 直流チョッパ
- 直流入力-交流出力 : インバータ（逆変換）
- 交流入力-直流出力 : 整流（順変換）
- 交流入力-交流出力 : 周波数変換（サイクロコンバータ）、交流電力調整(AVR)

## 電力制御方式
電力制御方式には、以下のような方式がある。
- パルス列のオン時間とオフ時間の比率を変化させて平均電力を制御する方式
  - パルス幅変調 : 一定周期のパルス列において、パルス幅を変化させる方式
  - パルス周波数変調 : パルス幅を一定とし、パルスの繰り返し周波数を変化させる方式
- 点弧位相制御
  - 交流電源の場合に、電源位相に対してスイッチング素子の点弧位相を変化させる方式

## 応用分野
主な応用分野には、以下のような応用例がある。
- 電力系統 : 直流送電、無効電力調整、太陽電池、風力発電、燃料電池
- 電源 : 無停電電源装置、大電流直流電源、高周波電源、パルス電源
- 電動機駆動 : 鉄道、ファン、ポンプ、リニアモーターカー、電気自動車
- 家庭用機器 : エアコン、ブラシレスモータ

## 電力用半導体デバイス
パワーエレクトロニクスに用いられる半導体デバイスには以下のようなものがある。
- ダイオード
- パワートランジスタ
- サイリスタ
- ゲートターンオフサイリスタ
- パワーMOSFET
- 絶縁ゲートバイポーラトランジスタ
- パワーモジュール